# Grimas

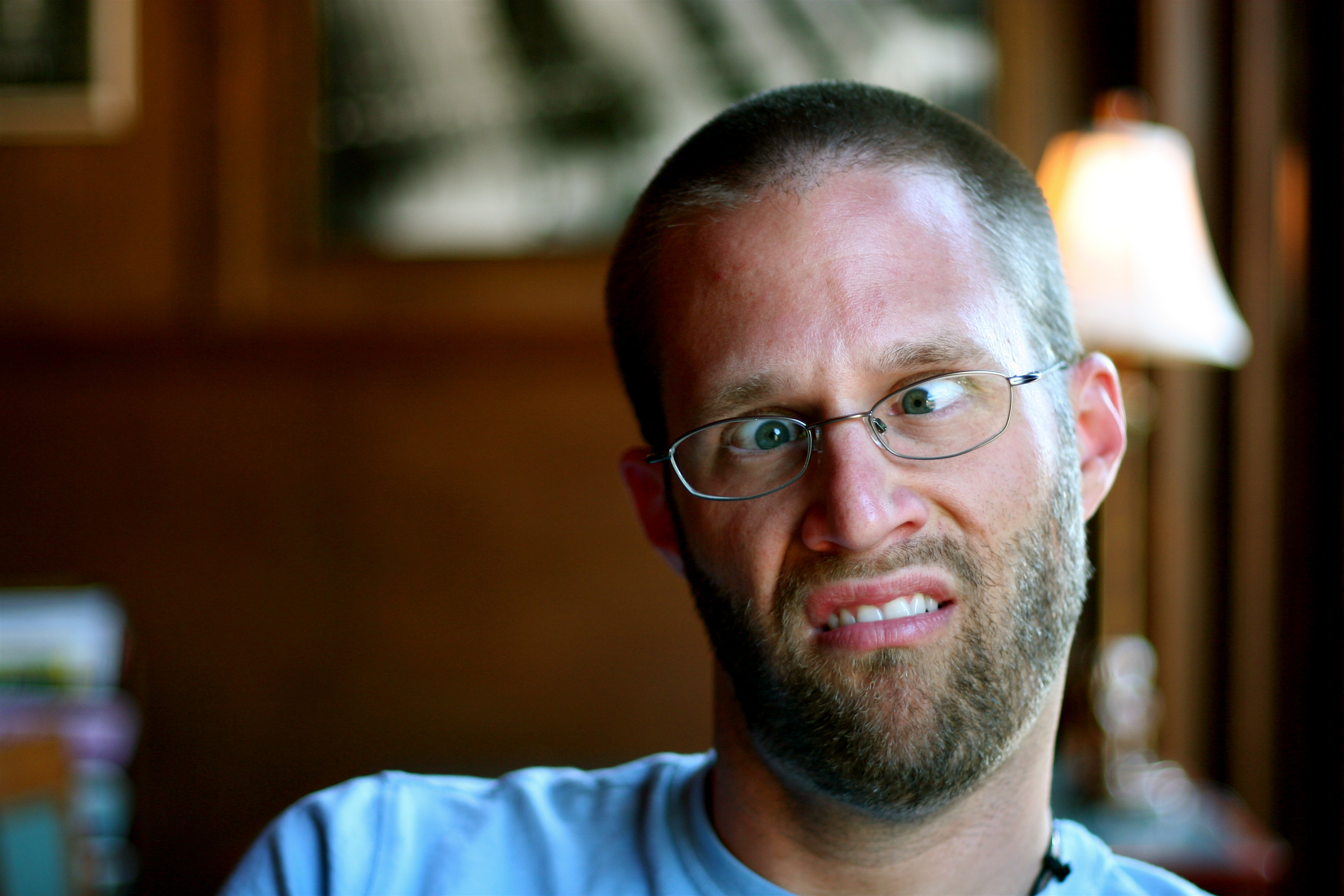
En man grimaserar åt kameran

Grimas är en förställning av ansiktet. 
Historiskt, och även i vissa kulturer än idag, har grimaser använts för att skrämmas. Nu används de också ofta för att uppnå humoristiska effekter. Ordet kommer från franskans grimace, och förekommer även i engelska med samma stavning. Grimaser används till exempel i arga leken, en lek som Kristian Luuk lekte med gästerna i sitt TV-program Sen kväll med Luuk.
Enligt folktron ska man vara försiktig med att göra för mycket grimaser, om vissa saker händer samtidigt, så kan grimasen fastna. Vad som måste hända är lite olika från plats till plats, men att vinden vänder är en variant.